# Бромскірхен
Бромскірхен (нім. Bromskirchen) — громада в Німеччині, знаходиться в землі Гессен. Підпорядковується адміністративному округу Кассель. Входить до складу району Вальдек-Франкенберг.
Площа — 35,23 км2. Населення становить 1905 ос. (станом на 31 грудня 2020).

## Географії

### Адміністративний поділ
Громада  складається з 5 районів:
- Бромскірхен
- Дакслох
- Нойлудвігсдорф
- Зайбельсбах
- Зомплар